# Liste des monuments historiques du Pas-de-Calais (I-Z)
Cet article recense une partie des monuments historiques du Pas-de-Calais, en France.
Pour des raisons de taille, la liste est découpée en deux. Cette partie regroupe les communes débutant de I à Z. Pour les autres, voir la liste des monuments historiques du Pas-de-Calais (A-H).
Du fait du nombre de protections dans certaines communes, elles disposent d'une liste à part :
- Pour les monuments historiques de la commune de Saint-Omer, voir la liste des monuments historiques de Saint-Omer
- Pour les monuments historiques de la commune du Touquet-Paris-Plage, voir la liste des monuments historiques du Touquet-Paris-Plage
- Pour les monuments historiques de la commune du Montreuil, voir la liste des monuments historiques de Montreuil

## Liste

### I
| Monument                           | Commune   | Adresse | Coordonnées                      | Notice         | Protection | Date | Illustration                       |
| ---------------------------------- | --------- | ------- | -------------------------------- | -------------- | ---------- | ---- | ---------------------------------- |
| Église Sainte-Isbergue d'Isbergues | Isbergues |         | 50° 37′ 28″ nord, 2° 27′ 09″ est | « PA00108323 » | Classé     | 1913 | Église Sainte-Isbergue d'Isbergues |

### L
| Monument                                                                    | Commune             | Adresse                                                         | Coordonnées                      | Notice         | Protection     | Date      | Illustration                                                                |
| --------------------------------------------------------------------------- | ------------------- | --------------------------------------------------------------- | -------------------------------- | -------------- | -------------- | --------- | --------------------------------------------------------------------------- |
| Église Sainte-Christine de Labeuvrière                                      | Labeuvrière         |                                                                 | 50° 31′ 19″ nord, 2° 33′ 43″ est | « PA00108324 » | Inscrit        | 1975      | Église Sainte-Christine de Labeuvrière                                      |
| Prévoté de Labeuvrière                                                      | Labeuvrière         | Rue Léonard-Michaux                                             | 50° 31′ 19″ nord, 2° 33′ 44″ est | « PA00108325 » | Inscrit        | 1975      | Prévoté de Labeuvrière                                                      |
| Église Saint-Martin de Labourse                                             | Labourse            |                                                                 | 50° 30′ 00″ nord, 2° 40′ 53″ est | « PA00108326 » | Inscrit        | 1926      | Église Saint-Martin de Labourse                                             |
| Église Saint-Lambert de Lambres                                             | Lambres             |                                                                 | 50° 36′ 52″ nord, 2° 23′ 54″ est | « PA00108327 » | Classé         | 1913      | Église Saint-Lambert de Lambres                                             |
| École Louis-Pasteur et dispensaire de la cité n° 11 des mines de Lens       | Lens                | Rue du Saint-Esprit Square Henri-Noguères Avenue de la Fosse 11 | 50° 26′ 28″ nord, 2° 47′ 21″ est | « PA62000086 » | Inscrit        | 2009      | École Louis-Pasteur et dispensaire de la cité n° 11 des mines de Lens       |
| Église Saint-Édouard de la cité n° 12 des mines de Lens                     | Lens                | Parvis de l'église de la cité n° 12                             | 50° 26′ 33″ nord, 2° 48′ 38″ est | « PA62000084 » | Inscrit        | 2009      | Église Saint-Édouard de la cité n° 12 des mines de Lens                     |
| Église du Millénium                                                         | Lens                | Rue du Père-Joseph-Puchala                                      | 50° 26′ 04″ nord, 2° 49′ 13″ est | « PA62000150 » | Inscrit        | 2015      | Église du Millénium                                                         |
| Gare de Lens                                                                | Lens                |                                                                 | 50° 25′ 36″ nord, 2° 49′ 40″ est | « PA00108328 » | Inscrit        | 1984      | Gare de Lens                                                                |
| Grands bureaux des mines de Lens actuelle faculté des Sciences Jean-Perrin  | Lens                | 2 route de La Bassée                                            | 50° 26′ 02″ nord, 2° 49′ 25″ est | « PA62000091 » | Inscrit        | 2009      | Grands bureaux des mines de Lensactuelle faculté des Sciences Jean-Perrin   |
| Groupe scolaire Jean-Macé                                                   | Lens                | Parvis de l'Église Saint-Edouard Grand chemin de Loos           | 50° 26′ 32″ nord, 2° 48′ 35″ est | « PA62000088 » | Inscrit        | 2009      | Groupe scolaire Jean-Macé                                                   |
| Logement des Sœurs de la cité n° 12 des mines de Lens                       | Lens                | 2 parvis de l'Église Saint-Edouard                              | 50° 26′ 32″ nord, 2° 48′ 38″ est | « PA62000089 » | Inscrit        | 2009      | Logement des Sœurs de la cité n° 12 des mines de Lens                       |
| Maison syndicale des mineurs                                                | Lens                | Rue Émile-Zola Rue Duquesnoy Rue Casimir-Beugnet                | 50° 26′ 01″ nord, 2° 49′ 56″ est | « PA62000003 » | Inscrit        | 1996      | Maison syndicale des mineurs                                                |
| Monument à Émile Basly                                                      | Lens                | Avenue Alfred-Maës Rue Albert-Camus                             | 50° 25′ 43″ nord, 2° 49′ 07″ est | « PA62000087 » | Inscrit        | 2009      | Monument à Émile Basly                                                      |
| Monument aux morts des mines de Lens                                        | Lens                | Route de Béthune Avenue de la Fosse 12                          | 50° 26′ 19″ nord, 2° 48′ 42″ est | « PA62000090 » | Inscrit        | 2009      | Monument aux morts des mines de Lens                                        |
| Monument aux morts de la Première Guerre mondiale                           | Lens                | Rond-point Van-Pelt                                             | 50° 25′ 45″ nord, 2° 50′ 14″ est | « PA62000092 » | Inscrit        | 2009      | Monument aux morts de la Première Guerre mondiale                           |
| Salle d'œuvres paroissiales Saint-Pierre de la cité n° 11 des mines de Lens | Lens                | 22, 30, 32 rue Cloris Rue du Saint-Esprit Rue du Béarn          | 50° 26′ 25″ nord, 2° 47′ 18″ est | « PA62000085 » | Inscrit        | 2009 2010 | Salle d'œuvres paroissiales Saint-Pierre de la cité n° 11 des mines de Lens |
| Église Saint-Amé de Lestrem                                                 | Lestrem             |                                                                 | 50° 37′ 22″ nord, 2° 41′ 06″ est | « PA00108329 » | Classé         | 1913      | Église Saint-Amé de Lestrem                                                 |
| Mine-image de la fosse n° 2 d'Oignies                                       | Libercourt          |                                                                 | 50° 28′ 19″ nord, 3° 00′ 00″ est | « PA62000093 » | Inscrit        | 2009      | Image manquante Téléverser                                                  |
| Abbaye des Prémontrés de Licques                                            | Licques             | Place du Haut                                                   | 50° 47′ 03″ nord, 1° 55′ 54″ est | « PA00108330 » | Classé Inscrit | 1983      | Abbaye des Prémontrés de Licques                                            |
| Château de Liettres                                                         | Liettres            |                                                                 | 50° 35′ 34″ nord, 2° 20′ 18″ est | « PA00108331 » | Inscrit        | 1929      | Château de Liettres                                                         |
| Fosse n° 1 bis des mines de Liévin chevalement                              | Liévin              | Rue des Frères-Lumière                                          | 50° 25′ 25″ nord, 2° 46′ 20″ est | « PA62000094 » | Inscrit        | 2009      | Fosse n° 1 bis des mines de Liévinchevalement                               |
| Fosse n° 3 - 3 bis des mines de Lens (fosse Amé Tilloy)                     | Liévin              | Rue Montgolfier                                                 | 50° 25′ 34″ nord, 2° 46′ 47″ est | « PA00108469 » | Inscrit        | 1992      | Fosse n° 3 - 3 bis des mines de Lens (fosse Amé Tilloy)                     |
| Temple protestant de Liévin                                                 | Liévin              | 189, 189 bis rue Jean-Baptiste-Défermez                         | 50° 25′ 19″ nord, 2° 46′ 55″ est | « PA62000095 » | Inscrit        | 2009      | Temple protestant de Liévin                                                 |
| Église Saint-Flochel de Ligny-Saint-Flochel                                 | Ligny-Saint-Flochel |                                                                 | 50° 21′ 30″ nord, 2° 25′ 35″ est | « PA00108332 » | Classé         | 1930      | Église Saint-Flochel de Ligny-Saint-Flochel                                 |
| Chapelle de la Miséricorde de Lillers                                       | Lillers             |                                                                 | 50° 33′ 51″ nord, 2° 28′ 50″ est | « PA00108333 » | Inscrit        | 1948      | Chapelle de la Miséricorde de Lillers                                       |
| Collégiale Saint-Omer de Lillers                                            | Lillers             |                                                                 | 50° 33′ 51″ nord, 2° 28′ 57″ est | « PA00108334 » | Classé         | 1875      | Collégiale Saint-Omer de Lillers                                            |
| Maison                                                                      | Lillers             | 44 place Roger-Salengro 2 rue de Relingue                       | 50° 33′ 50″ nord, 2° 28′ 48″ est | « PA00108336 » | Inscrit        | 1988      | Maison                                                                      |
| Maison de l'Argentier                                                       | Lillers             | 2 rue du Maréchal-de-Lattre-de-Tassigny 3 rue de Relingue       | 50° 33′ 51″ nord, 2° 28′ 49″ est | « PA00108335 » | Inscrit        | 1976      | Maison de l'Argentier                                                       |
| Motte féodale de Lisbourg                                                   | Lisbourg            | Le Village                                                      | 50° 30′ 17″ nord, 2° 12′ 35″ est | « PA00108337 » | Inscrit        | 1982      | Image manquante Téléverser                                                  |
| Ferme des Berceaux                                                          | Longuenesse         |                                                                 | 50° 44′ 12″ nord, 2° 14′ 20″ est | « PA62000163 » | Inscrit        | 2019      | Image manquante Téléverser                                                  |
| Église Saint-Nicolas de Longvilliers                                        | Longvilliers        |                                                                 | 50° 32′ 42″ nord, 1° 43′ 29″ est | « PA00108338 » | Classé         | 1932      | Église Saint-Nicolas de Longvilliers                                        |
| Ferme de la Longueroye                                                      | Longvilliers        |                                                                 | 50° 31′ 57″ nord, 1° 44′ 27″ est | « PA00108463 » | Inscrit        | 1991      | Image manquante Téléverser                                                  |
| Fosse n° 11 - 19 des mines de Lens (fosse Pierre Destombes)                 | Loos-en-Gohelle     | Rue de Bourgogne                                                | 50° 26′ 36″ nord, 2° 47′ 19″ est | « PA00108467 » | Classé         | 2009      | Fosse n° 11 - 19 des mines de Lens (fosse Pierre Destombes)                 |
| Salle des pendus et des bains-douches de la fosse n° 12 des mines de Lens   | Loos-en-Gohelle     | Rue Vasco-de-Gama                                               | 50° 26′ 46″ nord, 2° 48′ 24″ est | « PA62000096 » | Inscrit        | 2009      | Salle des pendus et des bains-douches de la fosse n° 12 des mines de Lens   |

### M
| Monument                                                                                            | Commune             | Adresse                                            | Coordonnées                      | Notice         | Protection     | Date           | Illustration                                                                                       |
| --------------------------------------------------------------------------------------------------- | ------------------- | -------------------------------------------------- | -------------------------------- | -------------- | -------------- | -------------- | -------------------------------------------------------------------------------------------------- |
| Église Saint-Nicolas de Maintenay                                                                   | Maintenay           |                                                    | 50° 21′ 58″ nord, 1° 48′ 36″ est | « PA00108339 » | Inscrit        | 1926           | Église Saint-Nicolas de Maintenay                                                                  |
| Moulin à eau de Maintenay                                                                           | Maintenay           | Chemin vicinal ordinaire n° 8                      | 50° 21′ 35″ nord, 1° 48′ 17″ est | « PA62000128 » | Inscrit        | 2011           | Moulin à eau de Maintenay                                                                          |
| Château de Tramecourt                                                                               | Maisoncelle         |                                                    | 50° 27′ 44″ nord, 2° 09′ 11″ est | « PA62000056 » | Inscrit        | 2003           | Image manquante Téléverser                                                                         |
| Église Saint-Léger de Maizières                                                                     | Maizières           |                                                    | 50° 19′ 24″ nord, 2° 26′ 50″ est | « PA00108340 » | Inscrit        | 1937           | Église Saint-Léger de Maizières                                                                    |
| Église Saint-Martin de Marck                                                                        | Marck               | Impasse Saint-Martin                               | 50° 57′ 00″ nord, 1° 57′ 28″ est | « PA62000050 » | Inscrit        | 2002           | Église Saint-Martin de Marck                                                                       |
| Fosse n° 2 des mines de Marles (fosse Émile Rainbeaux)                                              | Marles-les-Mines    | Vallée Carreau                                     | 50° 30′ 14″ nord, 2° 30′ 23″ est | « PA00108470 » | Inscrit        | 1992           | Fosse n° 2 des mines de Marles (fosse Émile Rainbeaux)                                             |
| Chapelle Sainte-Bertille de Marœuil                                                                 | Marœuil             | Rue de Louez                                       | 50° 19′ 20″ nord, 2° 42′ 32″ est | « PA00108341 » | Inscrit        | 1987           | Chapelle Sainte-Bertille de Marœuil                                                                |
| Chapelle Saint-Hubert de Mazingarbe                                                                 | Mazingarbe          | Rue Jean-Jaurès                                    | 50° 28′ 30″ nord, 2° 43′ 41″ est | « PA00108342 » | Inscrit        | 1977           | Chapelle Saint-Hubert de Mazingarbe                                                                |
| Chapelle Saint-Roch de Mazingarbe                                                                   | Mazingarbe          | Rue Victor-Hugo                                    | 50° 28′ 11″ nord, 2° 43′ 07″ est | « PA00108343 » | Inscrit        | 1977           | Chapelle Saint-Roch de Mazingarbe                                                                  |
| Hôtel de ville de Mazingarbe Ancien château Mercier et habitation du directeur des mines de Béthune | Mazingarbe          | 42 rue Lefebvre Rue Dutouquet Avenue Louis-Mercier | 50° 28′ 09″ nord, 2° 43′ 12″ est | « PA62000097 » | Inscrit        | 2009           | Hôtel de ville de MazingarbeAncien château Mercier et habitation du directeur des mines de Béthune |
| Église Notre-Dame-de-l'Annonciation de Mazinghem                                                    | Mazinghem           |                                                    | 50° 36′ 10″ nord, 2° 24′ 23″ est | « PA00108344 » | Inscrit        | 1969           | Église Notre-Dame-de-l'Annonciation de Mazinghem                                                   |
| Moulin à vent d'Inglinghem                                                                          | Mentque-Nortbécourt |                                                    | 50° 46′ 38″ nord, 2° 06′ 58″ est | « PA00108345 » | Inscrit        | 1977           | Moulin à vent d'Inglinghem                                                                         |
| Moulin à vent de Nortbécourt                                                                        | Mentque-Nortbécourt |                                                    | 50° 46′ 04″ nord, 2° 06′ 12″ est | « PA00108346 » | Inscrit        | 1977           | Moulin à vent de Nortbécourt                                                                       |
| Cimetière de Merck-Saint-Liévin                                                                     | Merck-Saint-Liévin  |                                                    | 50° 37′ 21″ nord, 2° 07′ 05″ est | « PA00108348 » | Inscrit        | 1946           | Cimetière de Merck-Saint-Liévin                                                                    |
| Église Saint-Omer de Merck-Saint-Liévin                                                             | Merck-Saint-Liévin  |                                                    | 50° 37′ 20″ nord, 2° 07′ 05″ est | « PA00108347 » | Classé         | 1930           | Église Saint-Omer de Merck-Saint-Liévin                                                            |
| Cimetière de Mingoval                                                                               | Mingoval            |                                                    | 50° 22′ 23″ nord, 2° 34′ 28″ est | « PA00108349 » | Inscrit        | 1926           | Cimetière de Mingoval                                                                              |
| Église Notre-Dame de la Visitation de Mingoval                                                      | Mingoval            |                                                    | 50° 22′ 24″ nord, 2° 34′ 27″ est | « PA00108350 » | Classé         | 1927           | Église Notre-Dame de la Visitation de Mingoval                                                     |
| Église Saint-Quentin de Montcavrel                                                                  | Montcavrel          |                                                    | 50° 30′ 55″ nord, 1° 48′ 32″ est | « PA00108353 » | Classé         | 2011           | Église Saint-Quentin de Montcavrel                                                                 |
| Caves médiévales                                                                                    | Montreuil-sur-Mer   | Rue Pierre Ledent Rue des Juifs                    | 50° 27′ 54″ nord, 1° 45′ 46″ est | « PA62000140 » | Inscrit        | 2012           | Image manquante Téléverser                                                                         |
| Citadelle                                                                                           | Montreuil-sur-Mer   |                                                    | 50° 28′ 01″ nord, 1° 45′ 36″ est | « PA00108354 » | Classé Inscrit | 1913 1926 2012 | Citadelle                                                                                          |
| Église Sainte-Austreberte                                                                           | Montreuil-sur-Mer   |                                                    | 50° 27′ 54″ nord, 1° 45′ 54″ est | « PA00108355 » | Inscrit        | 1942           | Église Sainte-Austreberte                                                                          |
| Église Saint-Saulve                                                                                 | Montreuil-sur-Mer   |                                                    | 50° 27′ 50″ nord, 1° 45′ 49″ est | « PA00108356 » | Classé         | 1910           | Église Saint-Saulve                                                                                |
| Église Saint-Wulphy                                                                                 | Montreuil-sur-Mer   |                                                    | 50° 27′ 52″ nord, 1° 45′ 58″ est | « PA00108357 » | Inscrit        | 1974           | Église Saint-Wulphy                                                                                |
| Hôtel de France                                                                                     | Montreuil-sur-Mer   | 7 rue de l'Apport                                  | 50° 27′ 50″ nord, 1° 45′ 36″ est | « PA00108358 » | Inscrit        | 1947           | Hôtel de France                                                                                    |
| Hôtel du Maréchal d'Acary-de-la-Rivière                                                             | Montreuil-sur-Mer   | Parvis Saint-Firmin                                | 50° 27′ 57″ nord, 1° 45′ 47″ est | « PA00108359 » | Inscrit        | 1947           | Hôtel du Maréchal d'Acary-de-la-Rivière                                                            |
| Hôtel de Longvilliers                                                                               | Montreuil-sur-Mer   | 6 rue de la Chaîne                                 | 50° 27′ 48″ nord, 1° 45′ 43″ est | « PA62000141 » | Inscrit        | 2012           | Image manquante Téléverser                                                                         |
| Hôtel Loysel Le Gaucher                                                                             | Montreuil-sur-Mer   | 15 rue Victor Dubourg                              | 50° 27′ 55″ nord, 1° 45′ 41″ est | « PA62000142 » | Inscrit        | 2012           | Hôtel Loysel Le Gaucher                                                                            |
| Hôtel-Dieu de Montreuil                                                                             | Montreuil-sur-Mer   | Place Gambetta                                     | 50° 27′ 52″ nord, 1° 45′ 50″ est | « PA62000037 » | Inscrit        | 2000           | Hôtel-Dieu de Montreuil                                                                            |
| Maison à pans de bois                                                                               | Montreuil-sur-Mer   | 834 rue Nationale                                  | 50° 27′ 48″ nord, 1° 45′ 36″ est | « PA00108363 » | Inscrit        | 1926           | Maison à pans de bois                                                                              |
| Maisons adossées aux anciens remparts                                                               | Montreuil-sur-Mer   | Rue du Clape-en-Bas                                | 50° 27′ 44″ nord, 1° 45′ 50″ est | « PA00108362 » | Inscrit        | 1966           | Maisons adossées aux anciens remparts                                                              |
| Monument au maréchal Douglas Haig                                                                   | Montreuil-sur-Mer   | Place du Général de Gaulle                         | 50° 27′ 41″ nord, 1° 45′ 38″ est | « PA62000138 » | Inscrit        | 2012           | Monument au maréchal Douglas Haig                                                                  |
| Monument aux morts de la Première Guerre mondiale                                                   | Montreuil-sur-Mer   | Place de Darnétal                                  | 50° 27′ 51″ nord, 1° 45′ 41″ est | « PA62000137 » | Inscrit        | 2012           | Monument aux morts de la Première Guerre mondiale                                                  |
| Monument aux morts de la guerre de 1870-1871                                                        | Montreuil-sur-Mer   | Place Gambetta                                     | 50° 27′ 53″ nord, 1° 45′ 49″ est | « PA62000139 » | Inscrit        | 2012           | Monument aux morts de la guerre de 1870-1871                                                       |
| Orphelinat de Montreuil                                                                             | Montreuil-sur-Mer   |                                                    | 50° 27′ 45″ nord, 1° 45′ 52″ est | « PA00108360 » | Inscrit        | 1969           | Orphelinat de Montreuil                                                                            |
| Remparts de Montreuil                                                                               | Montreuil-sur-Mer   |                                                    | 50° 27′ 52″ nord, 1° 45′ 35″ est | « PA00108361 » | Classé         | 1913           | Remparts de Montreuil                                                                              |
| Abbaye du mont Saint-Éloi                                                                           | Mont-Saint-Éloi     |                                                    | 50° 20′ 58″ nord, 2° 41′ 37″ est | « PA00108351 » | Classé Inscrit | 1921 2015      | Abbaye du mont Saint-Éloi                                                                          |
| Pierres Jumelles                                                                                    | Mont-Saint-Éloi     | Les Droites-Pierres                                | 50° 20′ 51″ nord, 2° 40′ 37″ est | « PA00108352 » | Classé         | 1889           | Pierres Jumelles                                                                                   |
| Moulin d'Achille                                                                                    | Moringhem           |                                                    | 50° 45′ 43″ nord, 2° 08′ 07″ est | « PA62000151 » | Inscrit        | 2015           | Moulin d'Achille                                                                                   |

### N
| Monument                                                                                  | Commune                 | Adresse                                | Coordonnées                      | Notice         | Protection | Date | Illustration                                                                             |
| ----------------------------------------------------------------------------------------- | ----------------------- | -------------------------------------- | -------------------------------- | -------------- | ---------- | ---- | ---------------------------------------------------------------------------------------- |
| Motte féodale de Nesles                                                                   | Nesles                  | Mont-Violette                          | 50° 37′ 20″ nord, 1° 39′ 15″ est | « PA00108364 » | Inscrit    | 1979 | Image manquante Téléverser                                                               |
| Maison de gardien de la villa Sans Gêne                                                   | Neufchâtel-Hardelot     | 40 allée des Mésanges                  | 50° 37′ 46″ nord, 1° 36′ 28″ est | « PA62000010 » | Inscrit    | 1997 | Image manquante Téléverser                                                               |
| Villa Sans Gêne                                                                           | Neufchâtel-Hardelot     | Val d'Enfer 40 allée des Mésanges      | 50° 37′ 47″ nord, 1° 36′ 26″ est | « PA62000009 » | Inscrit    | 1997 | Image manquante Téléverser                                                               |
| Château de Neulette                                                                       | Neulette                |                                        | 50° 22′ 57″ nord, 2° 09′ 54″ est | « PA00108365 » | Inscrit    | 1973 | Image manquante Téléverser                                                               |
| Chartreuse Notre-Dame-des-Prés de Neuville-sous-Montreuil                                 | Neuville-sous-Montreuil |                                        | 50° 28′ 14″ nord, 1° 47′ 26″ est | « PA00125638 » | Inscrit    | 1993 | Chartreuse Notre-Dame-des-Prés de Neuville-sous-Montreuil                                |
| Église Saint-Pierre de Nielles-lès-Ardres                                                 | Nielles-lès-Ardres      |                                        | 50° 50′ 31″ nord, 2° 01′ 04″ est | « PA00108366 » | Inscrit    | 1929 | Église Saint-Pierre de Nielles-lès-Ardres                                                |
| Église Saint-Martin de Nielles-lès-Bléquin                                                | Nielles-lès-Bléquin     |                                        | 50° 40′ 29″ nord, 2° 01′ 49″ est | « PA00108367 » | Inscrit    | 1930 | Église Saint-Martin de Nielles-lès-Bléquin                                               |
| Ateliers centraux des mines de Nœux                                                       | Nœux-les-Mines          | 399, 401 rue Nationale                 | 50° 28′ 08″ nord, 2° 40′ 20″ est | « PA62000100 » | Inscrit    | 2009 | Ateliers centraux des mines de Nœux                                                      |
| Coopérative des ouvriers mineurs des mines de Nœux                                        | Nœux-les-Mines          | 421 rue Nationale                      | 50° 28′ 03″ nord, 2° 40′ 24″ est | « PA62000115 » | Inscrit    | 2010 | Coopérative des ouvriers mineurs des mines de Nœux                                       |
| Église Sainte-Barbe de Nœux-les-Mines                                                     | Nœux-les-Mines          | Place Sainte-Barbe                     | 50° 28′ 00″ nord, 2° 40′ 21″ est | « PA62000098 » | Inscrit    | 2009 | Église Sainte-Barbe de Nœux-les-Mines                                                    |
| Fosse n° 1 - 1 bis des mines de Nœux (fosse Aubé de Bracquemont) carreau de la fosse n° 1 | Nœux-les-Mines          | 397 rue Nationale                      | 50° 28′ 14″ nord, 2° 40′ 19″ est | « PA62000099 » | Inscrit    | 2009 | Fosse n° 1 - 1 bis des mines de Nœux (fosse Aubé de Bracquemont)carreau de la fosse n° 1 |
| Grands bureaux des mines de Nœux                                                          | Nœux-les-Mines          | 399, 401 rue Nationale                 | 50° 28′ 11″ nord, 2° 40′ 18″ est | « PA62000100 » | Inscrit    | 2009 | Grands bureaux des mines de Nœux                                                         |
| Pharmacie centrale des mines de Nœux                                                      | Nœux-les-Mines          | 339 rue Nationale                      | 50° 28′ 22″ nord, 2° 40′ 08″ est | « PA62000116 » | Inscrit    | 2010 | Pharmacie centrale des mines de Nœux                                                     |
| Château de La Palme                                                                       | Nortkerque              | rue Edmond-d'Artois ; rue de la Liette | 50° 52′ 51″ nord, 2° 01′ 11″ est | « PA62000117 » | Inscrit    | 2010 | Image manquante Téléverser                                                               |
| Calvaire de Nort-Leulinghem                                                               | Nort-Leulinghem         | Le Village C.D. 221                    | 50° 47′ 54″ nord, 2° 05′ 34″ est | « PA00108471 » | Classé     | 1995 | Image manquante Téléverser                                                               |
| Levée de terre de Noyelle-Vion                                                            | Noyelle-Vion            | Le Village                             | 50° 17′ 46″ nord, 2° 32′ 50″ est | « PA00108368 » | Inscrit    | 1981 | Image manquante Téléverser                                                               |
| Motte féodale de Noyelle-Vion                                                             | Noyelle-Vion            | Le Village                             | 50° 17′ 43″ nord, 2° 32′ 46″ est | « PA00108369 » | Inscrit    | 1980 | Image manquante Téléverser                                                               |

### O
| Monument                                                         | Commune        | Adresse                    | Coordonnées                      | Notice         | Protection     | Date      | Illustration                                                     |
| ---------------------------------------------------------------- | -------------- | -------------------------- | -------------------------------- | -------------- | -------------- | --------- | ---------------------------------------------------------------- |
| Moulin à vent d'Offekerque                                       | Offekerque     | Rue Sauve-en-Temps         | 50° 56′ 20″ nord, 1° 59′ 36″ est | « PA00108370 » | Inscrit        | 1977      | Moulin à vent d'Offekerque                                       |
| Découverte du Charbon de Oignies                                 | Oignies        | Avenue Fernand-Darchicourt | 50° 28′ 04″ nord, 2° 59′ 18″ est | « PA62000124 » | Inscrit        | 2011      | Découverte du Charbon de Oignies                                 |
| Fosse n° 9 - 9 bis des mines de Dourges (fosse Declercq-Crombez) | Oignies        |                            | 50° 27′ 39″ nord, 2° 59′ 13″ est | « PA00108468 » | Inscrit Classé | 1992 1994 | Fosse n° 9 - 9 bis des mines de Dourges (fosse Declercq-Crombez) |
| Mine-image de la fosse n° 2 d'Oignies                            | Oignies        |                            | 50° 28′ 19″ nord, 3° 00′ 00″ est | « PA62000101 » | Inscrit        | 2009      | Mine-image de la fosse n° 2 d'Oignies                            |
| Mines d'Ostricourt                                               | Oignies        | Rue Émile-Zola             | 50° 28′ 21″ nord, 2° 59′ 48″ est | « PA62000074 » | Classé         | 2009      | Mines d'Ostricourt                                               |
| Menhir d'Oisy-le-Verger                                          | Oisy-le-Verger | Le Gros Caillou            | 50° 15′ 11″ nord, 3° 05′ 38″ est | « PA00108371 » | Classé         | 1981      | Menhir d'Oisy-le-Verger                                          |

### P
| Monument                                      | Commune             | Adresse                   | Coordonnées                      | Notice         | Protection | Date | Illustration                         |
| --------------------------------------------- | ------------------- | ------------------------- | -------------------------------- | -------------- | ---------- | ---- | ------------------------------------ |
| Croix de Palluel                              | Palluel             |                           | 50° 15′ 58″ nord, 3° 06′ 04″ est | « PA00108372 » | Inscrit    | 1988 | Image manquante Téléverser           |
| Château de Vieil-Hesdin                       | Le Parcq            | Les Vieux Châteaux        | 50° 21′ 52″ nord, 2° 05′ 48″ est | « PA62000060 » | Inscrit    | 2005 | Image manquante Téléverser           |
| Château de Parenty                            | Parenty             | 18 route du Petit-Village | 50° 35′ 09″ nord, 1° 48′ 43″ est | « PA62000155 » | Inscrit    | 2016 | Image manquante Téléverser           |
| Motte féodale de Parenty                      | Parenty             | Le Village                | 50° 35′ 18″ nord, 1° 48′ 29″ est | « PA00108373 » | Inscrit    | 1978 | Image manquante Téléverser           |
| Église Saint-Martin de Pas-en-Artois          | Pas-en-Artois       |                           | 50° 09′ 16″ nord, 2° 29′ 31″ est | « PA00108374 » | Inscrit    | 1929 | Église Saint-Martin de Pas-en-Artois |
| Château de Penin                              | Penin               |                           | 50° 19′ 44″ nord, 2° 29′ 05″ est | « PA00108376 » | Inscrit    | 1975 | Château de Penin                     |
| Polissoir de Penin                            | Penin               | Le Village                | 50° 19′ 45″ nord, 2° 28′ 57″ est | « PA00108375 » | Inscrit    | 1979 | Image manquante Téléverser           |
| Château de Conteval                           | Pernes-lès-Boulogne |                           | 50° 44′ 05″ nord, 1° 42′ 06″ est | « PA62000068 » | Inscrit    | 2006 | Image manquante Téléverser           |
| Église Notre-Dame-de-l'Assomption de Planques | Planques            |                           | 50° 27′ 41″ nord, 2° 04′ 55″ est | « PA00108377 » | Inscrit    | 1926 | Image manquante Téléverser           |
| Église Saint-Martin de Pommier                | Pommier             |                           | 50° 11′ 04″ nord, 2° 35′ 54″ est | « PA00108378 » | Classé     | 1920 | Église Saint-Martin de Pommier       |
| Phare de Walde                                | Marck               |                           | 50° 59′ 37″ nord, 1° 54′ 53″ est |                | Inscrit    | 2022 | Phare de Walde                       |
| Phare du Portel                               | Le Portel           | Rue du Cap                | 50° 41′ 54″ nord, 1° 33′ 45″ est | « PA62000118 » | Inscrit    | 2010 | Phare du Portel                      |

### Q
| Monument                                   | Commune         | Adresse | Coordonnées                      | Notice         | Protection | Date | Illustration               |
| ------------------------------------------ | --------------- | ------- | -------------------------------- | -------------- | ---------- | ---- | -------------------------- |
| Nécropole mérovingienne de Quiéry-la-Motte | Quiéry-la-Motte |         | 50° 22′ 11″ nord, 2° 58′ 33″ est | « PA62000073 » | Inscrit    | 2008 | Image manquante Téléverser |
| Château de Laprée                          | Quiestède       |         | 50° 41′ 09″ nord, 2° 19′ 29″ est | « PA00108379 » | Inscrit    | 1986 | Château de Laprée          |

### R
| Monument | Commune             | Adresse                                         | Coordonnées                      | Notice         | Protection | Date | Illustration |
| --- | ------------------- | ----------------------------------------------- | -------------------------------- | -------------- | ---------- | ---- | --- |
| Château de Rebreuve-sur-Canche                                                                                          | Rebreuve-sur-Canche | les Marjolaines 5 rue du Bois 13 rue du Château | 50° 16′ 08″ nord, 2° 20′ 21″ est | « PA62000119 » | Inscrit    | 2010 | Image manquante Téléverser                                                                                             |
| Église Saint-Vaast de Rebreuviette                                                                                      | Rebreuviette        |                                                 | 50° 15′ 44″ nord, 2° 21′ 36″ est | « PA00108380 » | Inscrit    | 1984 | Église Saint-Vaast de Rebreuviette                                                                                     |
| Château de Recq | Recques-sur-Course  |                                                 | 50° 31′ 05″ nord, 1° 46′ 37″ est | « PA00108381 » | Inscrit    | 1986 | Château de Recq |
| Motte féodale de Rely                                                                                                   | Rely                | Hameau de la Couture                            | 50° 34′ 31″ nord, 2° 21′ 26″ est | « PA00108382 » | Classé     | 1980 | Motte féodale de Rely                                                                                                  |
| Église Saint-Martin de Réty                                                                                             | Réty                |                                                 | 50° 47′ 52″ nord, 1° 46′ 26″ est | « PA00108383 » | Classé     | 1913 | Église Saint-Martin de Réty                                                                                            |
| Château de Grosville | Rivière             |                                                 | 50° 14′ 07″ nord, 2° 41′ 16″ est | « PA00108384 » | Inscrit    | 1975 | Château de Grosville                                                                                                   |
| Église Saint-Vaast de Rivière                                                                                           | Rivière             |                                                 | 50° 14′ 00″ nord, 2° 41′ 08″ est | « PA00108385 » | Classé     | 1919 | Église Saint-Vaast de Rivière                                                                                          |
| Église Notre-Dame de Rocquigny                                                                                          | Rocquigny           | R.D. 20                                         | 50° 03′ 35″ nord, 2° 55′ 41″ est | « PA62000004 » | Classé     | 2001 | Église Notre-Dame de Rocquigny                                                                                         |
| Château de la Morande                                                                                                   | Roquetoire          |                                                 | 50° 40′ 38″ nord, 2° 20′ 39″ est | « PA00108386 » | Inscrit    | 1976 | Image manquante Téléverser                                                                                             |
| École de filles de la cité Nouméa des mines de Drocourt actuel centre d'activités culturelles et de loisirs Marie-Curie | Rouvroy             | Place Antoine-Blanchant                         | 50° 24′ 18″ nord, 2° 54′ 46″ est | « PA62000120 » | Inscrit    | 2010 | École de filles de la cité Nouméa des mines de Drocourtactuel centre d'activités culturelles et de loisirs Marie-Curie |
| Église Saint-Louis de la cité Nouméa des mines de Drocourt                                                              | Rouvroy             | Place Antoine-Blanchant                         | 50° 24′ 17″ nord, 2° 54′ 45″ est | « PA62000102 » | Inscrit    | 2009 | Église Saint-Louis de la cité Nouméa des mines de Drocourt                                                             |
| Presbytère français de l'église Saint-Louis de la cité Nouméa des Mines de Drocourt                                     | Rouvroy             | 34 place Antoine-Blanchant                      | 50° 24′ 17″ nord, 2° 54′ 43″ est | « PA62000121 » | Inscrit    | 2010 | Presbytère français de l'église Saint-Louis de la cité Nouméa des Mines de Drocourt                                    |
| Presbytère polonais de l'église Saint-Louis de la cité Nouméa des Mines de Drocourt                                     | Rouvroy             | 41 place Antoine-Blanchant                      | 50° 24′ 16″ nord, 2° 54′ 47″ est | « PA62000103 » | Inscrit    | 2009 | Presbytère polonais de l'église Saint-Louis de la cité Nouméa des Mines de Drocourt                                    |

### S
| Monument                                              | Commune                    | Adresse                                            | Coordonnées                                        | Notice                                             | Protection                                         | Date                                               | Illustration                                          |
| ----------------------------------------------------- | -------------------------- | -------------------------------------------------- | -------------------------------------------------- | -------------------------------------------------- | -------------------------------------------------- | -------------------------------------------------- | ----------------------------------------------------- |
| Maison de la prévoté                                  | Sailly-sur-la-Lys          |                                                    | 50° 39′ 35″ nord, 2° 46′ 02″ est                   | « PA00108388 »                                     | Inscrit                                            | 1925                                               | Maison de la prévoté                                  |
| Cromlech des Bonnettes                                | Sailly-en-Ostrevent        | Les Bonettes                                       | 50° 16′ 38″ nord, 2° 58′ 29″ est                   | « PA00108387 »                                     | Classé                                             | 1889                                               | Cromlech des Bonnettes                                |
| Église Sainte-Berthe de Sains-lès-Pernes              | Sains-lès-Pernes           |                                                    | 50° 28′ 43″ nord, 2° 21′ 04″ est                   | « PA00108389 »                                     | Inscrit                                            | 1926                                               | Image manquante Téléverser                            |
| Chapelle du cimetière de Saint-Amand                  | Saint-Amand                |                                                    | 50° 10′ 03″ nord, 2° 33′ 41″ est                   | « PA00108390 »                                     | Classé                                             | 1909                                               | Image manquante Téléverser                            |
| Église Sainte-Austreberthe de Saint-Denœux            | Saint-Denœux               |                                                    | 50° 28′ 22″ nord, 1° 54′ 17″ est                   | « PA00108392 »                                     | Inscrit                                            | 1926                                               | Église Sainte-Austreberthe de Saint-Denœux            |
| Croix de Demencourt                                   | Sainte-Catherine-lès-Arras | Route de Lens Chemin de la Croix de Grès           | 50° 17′ 57″ nord, 2° 46′ 02″ est                   | « PA00108391 »                                     | Inscrit                                            | 1946                                               | Croix de Demencourt                                   |
| Château d'Audisque                                    | Saint-Étienne-au-Mont      | 2 rue Pasteur                                      | 50° 40′ 42″ nord, 1° 37′ 45″ est                   | « PA00108393 »                                     | Inscrit                                            | 1978 2016                                          | Image manquante Téléverser                            |
| Église Saint-Georges de Saint-Georges                 | Saint-Georges              |                                                    | 50° 21′ 33″ nord, 2° 05′ 20″ est                   | « PA00108394 »                                     | Inscrit                                            | 1926 1946                                          | Église Saint-Georges de Saint-Georges                 |
| Église Saint-Barnabé de Saint-Inglevert               | Saint-Inglevert            |                                                    | 50° 52′ 33″ nord, 1° 44′ 30″ est                   | « PA00108395 »                                     | Inscrit                                            | 1926                                               | Image manquante Téléverser                            |
| Château de Pont-de-Briques                            | Saint-Léonard              |                                                    | 50° 41′ 08″ nord, 1° 37′ 37″ est                   | « PA00108396 »                                     | Classé                                             | 1974                                               | Château de Pont-de-Briques                            |
| Église Saint-Léonard de Saint-Léonard                 | Saint-Léonard              |                                                    | 50° 41′ 39″ nord, 1° 36′ 50″ est                   | « PA00108397 »                                     | Classé                                             | 1914                                               | Église Saint-Léonard de Saint-Léonard                 |
| Château du Denacre                                    | Saint-Martin-Boulogne      |                                                    | 50° 44′ 31″ nord, 1° 38′ 17″ est                   | « PA00108398 »                                     | Inscrit Inscrit                                    | 1978 2011                                          | Image manquante Téléverser                            |
| Église Sainte-Ide                                     | Saint-Martin-Boulogne      | Ostrohove                                          | 50° 42′ 31″ nord, 1° 37′ 05″ est                   | « PA62000152 »                                     | Inscrit                                            | 2015                                               | Image manquante Téléverser                            |
| Ferme de Bedouâtre                                    | Saint-Martin-Boulogne      | R.N. 42                                            | 50° 44′ 00″ nord, 1° 39′ 27″ est                   | « PA00108399 »                                     | Inscrit                                            | 1987                                               | Image manquante Téléverser                            |
| Ferme du Moulin-l'Abbé                                | Saint-Martin-Boulogne      |                                                    | 50° 43′ 20″ nord, 1° 40′ 26″ est                   | « PA00108400 »                                     | Inscrit                                            | 1926                                               | Image manquante Téléverser                            |
| Château de Saint-Martin-Choquel                       | Saint-Martin-Choquel       | 13 route de Lottinghem                             | 50° 40′ 18″ nord, 1° 52′ 44″ est                   | « PA62000136 »                                     | Inscrit                                            | 2012                                               | Image manquante Téléverser                            |
| Moulin de Saint-Martin-au-Laërt                       | Saint-Martin-au-Laërt      | Le Potental R.N. 42                                | 50° 45′ 08″ nord, 2° 13′ 39″ est                   | « PA62000046 »                                     | Inscrit                                            | 2001                                               | Moulin de Saint-Martin-au-Laërt                       |
|                                                       | Saint-Omer                 | Voir Liste des monuments historiques de Saint-Omer | Voir Liste des monuments historiques de Saint-Omer | Voir Liste des monuments historiques de Saint-Omer | Voir Liste des monuments historiques de Saint-Omer | Voir Liste des monuments historiques de Saint-Omer | Voir Liste des monuments historiques de Saint-Omer    |
| Chapelle des Sœurs noires de Saint-Pol-sur-Ternoise   | Saint-Pol-sur-Ternoise     | Rue de la Mairie                                   | 50° 22′ 53″ nord, 2° 20′ 14″ est                   | « PA00108425 »                                     | Inscrit                                            | 1945                                               | Chapelle des Sœurs noires de Saint-Pol-sur-Ternoise   |
| Château-Neuf                                          | Saint-Pol-sur-Ternoise     | Le Château Rue d'Arras Rue de Béthune              | 50° 22′ 57″ nord, 2° 20′ 16″ est                   | « PA00108423 »                                     | Inscrit                                            | 1979                                               | Château-Neuf                                          |
| Église Saint-Paul de Saint-Pol-sur-Ternoise           | Saint-Pol-sur-Ternoise     |                                                    | 50° 22′ 53″ nord, 2° 20′ 15″ est                   | « PA00108424 »                                     | Inscrit                                            | 1944                                               | Église Saint-Paul de Saint-Pol-sur-Ternoise           |
| Vieux-Château                                         | Saint-Pol-sur-Ternoise     | Le Château Rue d'Arras Rue de Béthune              | 50° 22′ 57″ nord, 2° 20′ 26″ est                   | « PA00108423 »                                     | Inscrit                                            | 1979                                               | Vieux-Château                                         |
| Hôtel de ville de Saint-Venant                        | Saint-Venant               |                                                    | 50° 37′ 26″ nord, 2° 32′ 57″ est                   | « PA00108426 »                                     | Inscrit                                            | 1951                                               | Hôtel de ville de Saint-Venant                        |
| Monument aux victimes de la catastrophe de Courrières | Sallaumines                | Place de la Mairie                                 | 50° 25′ 15″ nord, 2° 51′ 34″ est                   | « PA62000104 »                                     | Inscrit                                            | 2009                                               | Monument aux victimes de la catastrophe de Courrières |
| Château de Salperwick                                 | Salperwick                 | Saint-Bertin                                       | 50° 46′ 33″ nord, 2° 13′ 23″ est                   | « PA62000042 »                                     | Inscrit                                            | 2001                                               | Château de Salperwick                                 |
| Église Saint-Martin de Samer                          | Samer                      |                                                    | 50° 38′ 22″ nord, 1° 44′ 46″ est                   | « PA00108427 »                                     | Inscrit                                            | 1926                                               | Église Saint-Martin de Samer                          |
| Église Saint-Léger de Saudemont                       | Saudemont                  |                                                    | 50° 14′ 38″ nord, 3° 02′ 26″ est                   | « PA00108428 »                                     | Classé                                             | 1928                                               | Église Saint-Léger de Saudemont                       |
| Église Saint-Martin de Savy-Berlette                  | Savy-Berlette              |                                                    | 50° 21′ 15″ nord, 2° 34′ 14″ est                   | « PA00108429 »                                     | Inscrit                                            | 1926                                               | Église Saint-Martin de Savy-Berlette                  |
| Église Notre-Dame de Senlis                           | Senlis                     |                                                    | 50° 32′ 00″ nord, 2° 09′ 08″ est                   | « PA00108430 »                                     | Inscrit                                            | 1926                                               | Église Notre-Dame de Senlis                           |
| Chapelle Hannedouche                                  | Servins                    | Place Publique                                     | 50° 24′ 29″ nord, 2° 38′ 04″ est                   | « PA00108431 »                                     | Classé                                             | 1989                                               | Chapelle Hannedouche                                  |
| Croix de Servins                                      | Servins                    |                                                    | 50° 24′ 37″ nord, 2° 38′ 34″ est                   | « PA00108433 »                                     | Classé                                             | 1969                                               | Image manquante Téléverser                            |
| Église Saint-Martin de Servins                        | Servins                    |                                                    | 50° 24′ 36″ nord, 2° 38′ 35″ est                   | « PA00108432 »                                     | Inscrit Classé                                     | 1969                                               | Église Saint-Martin de Servins                        |

### T
| Monument                                    | Commune                | Adresse                                                     | Coordonnées                                                 | Notice                                                      | Protection                                                  | Date                                                        | Illustration                                                |
| ------------------------------------------- | ---------------------- | ----------------------------------------------------------- | ----------------------------------------------------------- | ----------------------------------------------------------- | ----------------------------------------------------------- | ----------------------------------------------------------- | ----------------------------------------------------------- |
| Presbytère de Teneur                        | Teneur                 | 2 rue de l'Église ; chemin rural dit " du presbytère "      | 50° 27′ 01″ nord, 2° 12′ 50″ est                            | « PA62000129 »                                              | Inscrit                                                     | 2011                                                        | Image manquante Téléverser                                  |
| Abbaye Saint-Jean-du-Mont de Thérouanne     | Thérouanne             |                                                             | 50° 38′ 12″ nord, 2° 15′ 28″ est                            | « PA00132967 »                                              | Inscrit                                                     | 1992                                                        | Abbaye Saint-Jean-du-Mont de Thérouanne                     |
| Château de Torcy                            | Torcy                  | 41 rue du Château                                           | 50° 29′ 21″ nord, 2° 01′ 20″ est                            | « PA62000131 »                                              | Inscrit                                                     | 2007                                                        | Image manquante Téléverser                                  |
| Château d'Écou                              | Tilques                | 72-84 rue du Château                                        | 50° 46′ 52″ nord, 2° 13′ 16″ est                            | « PA62000146 »                                              | Inscrit                                                     | 2014                                                        | Château d'Écou                                              |
| Abbaye Saint-Josse de Dommartin             | Tortefontaine          | Ferme de l'Abbaye de Dommartin                              | 50° 18′ 56″ nord, 1° 54′ 50″ est                            | « PA00108462 »                                              | Inscrit                                                     | 1991                                                        | Abbaye Saint-Josse de Dommartin                             |
| Église Saint-Médard de Tournehem-sur-la-Hem | Tournehem-sur-la-Hem   |                                                             | 50° 48′ 19″ nord, 2° 02′ 57″ est                            | « PA00108434 »                                              | Inscrit                                                     | 1974                                                        | Église Saint-Médard de Tournehem-sur-la-Hem                 |
|                                             | Le Touquet-Paris-Plage | Voir Liste des monuments historiques du Touquet-Paris-Plage | Voir Liste des monuments historiques du Touquet-Paris-Plage | Voir Liste des monuments historiques du Touquet-Paris-Plage | Voir Liste des monuments historiques du Touquet-Paris-Plage | Voir Liste des monuments historiques du Touquet-Paris-Plage | Voir Liste des monuments historiques du Touquet-Paris-Plage |
| Château de Tramecourt                       | Tramecourt             |                                                             | 50° 27′ 44″ nord, 2° 09′ 11″ est                            | « PA62000057 »                                              | Inscrit                                                     | 2003                                                        | Château de Tramecourt                                       |

### V
| Monument                            | Commune         | Adresse                                                          | Coordonnées                      | Notice         | Protection | Date      | Illustration                     |
| ----------------------------------- | --------------- | ---------------------------------------------------------------- | -------------------------------- | -------------- | ---------- | --------- | -------------------------------- |
| Église Notre-Dame de Vaudricourt    | Vaudricourt     |                                                                  | 50° 29′ 58″ nord, 2° 37′ 40″ est | « PA00108435 » | Inscrit    | 1946      | Église Notre-Dame de Vaudricourt |
| Chapelle Saint-Roch de Vaulx        | Vaulx           | C.D. 121                                                         | 50° 16′ 15″ nord, 2° 06′ 05″ est | « PA00108436 » | Inscrit    | 1986      | Image manquante Téléverser       |
| Château de Verchin                  | Verchin         |                                                                  | 50° 29′ 37″ nord, 2° 11′ 50″ est | « PA62000108 » | Inscrit    | 2010      | Château de Verchin               |
| Église Saint-Omer de Verchin        | Verchin         |                                                                  | 50° 29′ 38″ nord, 2° 11′ 09″ est | « PA62000006 » | Inscrit    | 1996      | Église Saint-Omer de Verchin     |
| Château d'Estruval                  | Vieil-Hesdin    | Le Parcq                                                         | 50° 22′ 31″ nord, 2° 06′ 55″ est | « PA62000038 » | Inscrit    | 2000      | Château d'Estruval               |
| Couvent des Sœurs noires            | Vieil-Hesdin    | C.D. 110                                                         | 50° 21′ 39″ nord, 2° 05′ 55″ est | « PA00108437 » | Inscrit    | 1981 1993 | Couvent des Sœurs noires         |
| Croix de Villers-au-Bois            | Villers-au-Bois |                                                                  | 50° 22′ 21″ nord, 2° 40′ 07″ est | « PA00108438 » | Inscrit    | 1988      | Croix de Villers-au-Bois         |
| Château de Villers-Brulin           | Villers-Brûlin  | 7 rue de Tinques                                                 | 50° 21′ 58″ nord, 2° 32′ 05″ est | « PA00132801 » | Inscrit    | 1994      | Image manquante Téléverser       |
| Église Notre-Dame de Villers-Brûlin | Villers-Brûlin  | Le Jeu de Paume                                                  | 50° 21′ 58″ nord, 2° 32′ 08″ est | « PA00132802 » | Inscrit    | 1994      | Image manquante Téléverser       |
| Château de Villers-Châtel           | Villers-Châtel  | Le Village Route départementale n° 73, dénommée chemin d'Aubigny | 50° 22′ 39″ nord, 2° 35′ 24″ est | « PA62000059 » | Inscrit    | 2004      | Château de Villers-Châtel        |

### W
| Monument                                    | Commune              | Adresse                                   | Coordonnées                      | Notice         | Protection | Date      | Illustration                                |
| ------------------------------------------- | -------------------- | ----------------------------------------- | -------------------------------- | -------------- | ---------- | --------- | ------------------------------------------- |
| Château de Wamin                            | Wamin                | 2 rue du Château                          | 50° 24′ 53″ nord, 2° 03′ 32″ est | « PA00108440 » | Inscrit    | 2009      | Château de Wamin                            |
| Ferme du Bois-Saint-Jean                    | Wamin                | Bois-Saint-Jean                           | 50° 24′ 13″ nord, 2° 03′ 53″ est | « PA62000105 » | Inscrit    | 2009      | Image manquante Téléverser                  |
| Temple protestant de Wanquetin              | Wanquetin            | Rue du Wetz                               | 50° 16′ 32″ nord, 2° 36′ 47″ est | « PA62000109 » | Inscrit    | 2010      | Temple protestant de Wanquetin              |
| Château de Warlus                           | Warlus               | 4 rue du Château                          | 50° 16′ 25″ nord, 2° 40′ 13″ est | « PA62000106 » | Inscrit    | 2009      | Image manquante Téléverser                  |
| Église Saint-Lambert de Warlus              | Warlus               | 4 rue du Château                          | 50° 16′ 26″ nord, 2° 40′ 11″ est | « PA62000106 » | Inscrit    | 2009      | Église Saint-Lambert de Warlus              |
| Église Saint-Michel du Wast                 | Le Wast              |                                           | 50° 45′ 00″ nord, 1° 48′ 09″ est | « PA00108439 » | Classé     | 1913      | Église Saint-Michel du Wast                 |
| Église Saint-Martin de Wavrans-sur-Ternoise | Wavrans-sur-Ternoise |                                           | 50° 24′ 46″ nord, 2° 18′ 02″ est | « PA00108441 » | Inscrit    | 1926      | Église Saint-Martin de Wavrans-sur-Ternoise |
| Ferme de Curel                              | Wavrans-sur-Ternoise | 58 rue de Fruges                          | 50° 24′ 58″ nord, 2° 17′ 48″ est | « PA00108442 » | Inscrit    | 1948      | Image manquante Téléverser                  |
| Manoir de Wierre-au-Bois                    | Wierre-au-Bois       | Le Village                                | 50° 38′ 54″ nord, 1° 45′ 48″ est | « PA62000048 » | Inscrit    | 2002      | Image manquante Téléverser                  |
| Ferme du Val                                | Wierre-Effroy        |                                           | 50° 45′ 56″ nord, 1° 42′ 37″ est | « PA00108443 » | Inscrit    | 1926      | Ferme du Val                                |
| Château de Willeman                         | Willeman             |                                           | 50° 21′ 17″ nord, 2° 08′ 59″ est | « PA00108444 » | Inscrit    | 1976      | Château de Willeman                         |
| Église Saint-Sulpice de Willeman            | Willeman             |                                           | 50° 21′ 15″ nord, 2° 09′ 31″ est | « PA00108445 » | Classé     | 1906      | Église Saint-Sulpice de Willeman            |
| Mémorial de la Légion d'honneur             | Wimereux             | Boulevard Sainte-Beuve (Boulogne-sur-Mer) | 50° 44′ 34″ nord, 1° 35′ 57″ est | « PA00108446 » | Classé     | 1943      | Mémorial de la Légion d'honneur             |
| Villa Les Mauriciens                        | Wimereux             | 21 rue du Général-de-Gaulle               | 50° 46′ 05″ nord, 1° 36′ 33″ est | « PA62000062 » | Inscrit    | 2005 2016 | Villa Les Mauriciens                        |
| Château du Denacre                          | Wimille              |                                           | 50° 44′ 42″ nord, 1° 38′ 15″ est | « PA00108447 » | Inscrit    | 1978      | Château du Denacre                          |
| Château de Lozembrune                       | Wimille              |                                           | 50° 45′ 42″ nord, 1° 37′ 41″ est | « PA00108448 » | Inscrit    | 2011      | Image manquante Téléverser                  |
| Colonne de la Grande Armée                  | Wimille              | Camp de Boulogne                          | 50° 44′ 28″ nord, 1° 37′ 06″ est | « PA00108449 » | Classé     | 1905      | Colonne de la Grande Armée                  |
| Fontaine de Wimille                         | Wimille              | R.N. 1 C.V.O. 1                           | 50° 45′ 43″ nord, 1° 38′ 01″ est | « PA00108450 » | Inscrit    | 1972      | Fontaine de Wimille                         |
| Église Saint-Quentin de Wirwignes           | Wirwignes            | Rue de l'Église                           | 50° 41′ 01″ nord, 1° 45′ 38″ est | « PA62000067 » | Inscrit    | 2006      | Église Saint-Quentin de Wirwignes           |
| Église Saint-André de Wismes                | Wismes               |                                           | 50° 39′ 13″ nord, 2° 04′ 10″ est | « PA00108451 » | Classé     | 1932      | Image manquante Téléverser                  |
| Abbaye Saint-Paul de Wisques                | Wisques              | 50 rue de l'École                         | 50° 43′ 41″ nord, 2° 11′ 10″ est | « PA62000145 » | Classé     | 2014      | Abbaye Saint-Paul de Wisques                |
| Petit château de Wisques                    | Wisques              |                                           | 50° 43′ 35″ nord, 2° 11′ 29″ est | « PA00108452 » | Inscrit    | 1977      | Image manquante Téléverser                  |
| Villa Le Typhonium                          | Wissant              | Le Typhonium                              | 50° 52′ 55″ nord, 1° 39′ 41″ est | « PA00108453 » | Inscrit    | 1985      | Villa Le Typhonium                          |
| Manoir-ferme de la Besvre                   | Witternesse          | Hameau de la Besvre                       | 50° 37′ 07″ nord, 2° 22′ 54″ est | « PA62000063 » | Inscrit    | 2005      | Image manquante Téléverser                  |